# 7548 Енґштром
7548 Енґштром (7548 Engström) — астероїд головного поясу, відкритий 16 березня 1980 року.
Тіссеранів параметр щодо Юпітера — 3,189.